# Schick (entreprise)
Pour les articles homonymes, voir Schick.
Schick est une marque américaine, aujourd'hui spécialisée dans les rasoirs, appartenant au groupe américain Edgewell Personal Care depuis 2015. Elle a été fondée par Jacob Schick en 1926. 

## Historique
Schick est fondé en 1926 par Jacob Schick en tant que Magazine Repeating Razor Company. Il vend l'entreprise en 1928 pour commencer une autre entreprise pour vendre de nouveaux rasoirs électriques. 
La marque est deuxième en termes de ventes mondiales derrière Gillette et devant BIC. Schick est même la marque de rasoirs la plus vendues au Japon. La marque Schick est utilisée en Amérique du Nord, en Australie, en Asie et en Russie. En Europe, le groupe Edgewell vend les mêmes produits sous la marque Wilkinson.